# La spia che ti amava
La spia che ti amava è il dodicesimo album di inediti di Marco Ongaro. Parole e musica sono di Marco Ongaro. 

## Descrizione
Nel dodicesimo disco i suoni pescano nella storia del rock. I temi delle canzoni toccano punti ricorrenti nei dischi di Ongaro che hanno preceduto questa raccolta (l'amore e le sue peripezie), culminando in un lavoro che non è un concept ma l'evoluzione consequienziale della sua intera produzione.
La traccia 10 Pascoli verdi è una traduzione di Marco Ongaro di Pastures of Plenty di Woody Guthrie del 1941.
La traccia 11 Quello che accadrà è dedicata a Vittorio De Scalzi.

## Tracce
La spia che ti amava:
Testi e musiche di Marco Ongaro.
1. La spia che ti amava – 3:37
2. Il gelsomino – 3:24
3. S.r.d. – 3:38
4. Lo sfondo – 3:03
5. Concorsi di poesia senza poeti – 3:53
6. Una via di fuga – 4:27
7. Ritratto di donna scomparsa – 3:53
8. Ma tu sorridi – 2:43
9. Aveva un uomo – 3:20
10. Pascoli verdi – 3:46 (testo: Marco Ongaro, tradotta e adattata da Woody Guthrie – musica: Woody Guthrie)
11. Quello che accadrà – 4:45

## Formazione
- Marco Ongaro - voce, pianoforte
- Lucia Corona Piu - Voce
- Jessica Grossule – Voce
- Pepe Gasparini – Basso elettrico
- Pietro Franzosi – Chitarre elettriche, chitarra acustica
- Giovanni Franceschini – Batteria
- Arrangiamenti - Pepe Gasparini